# Ловро Павловић Лучић
Ловро Павловић Лучић (Макарска, 1848 — Макарска, 27. март 1910) био је српски правник, новинар и политичар — национални борац у српском покрету у Далмацији.

## Биографија
Рођен је 1848. године у Макарској. Правне науке је изучио у Прагу и Бечу. Још као ђак и касније млад јурист са одушевљењем је учествовао у народном покрету. У Бечу је 1870. године као студент права у друштву младих Срба био пренумерант патриотске књиге "Сербобранке: лиричне родољубиве пјесме". Када се Народна странка поделила на српску и хрватску страну, остао је уз Србе радећи са Савом Бјелановићем. Допринео је покретању "Срског листа", у којем ће интензивно сарађивати. Доктор Павловић се потписивао на крају својих бројних чланака са псеудонимом Србин католик. Новински чланци су му били озбиљни, темељни, стварни и убедљиви јер је изузетно добро владао српским језиком и имао "гвоздену логику". Био је одушевљени присталица српских идеала, а добри напису су га учинили познатим и популарним. Срби бирачи у изборном срезу Книн-Дрниш-Врлика су га бирали у једном мандату (16. август 1881) за свог посланика на Далматинском сабору. Победио је кандидата Хрвата, др Монтија.
Иако је био снажног каракатера и дубоке привржености, морао се повући са политичке сцене и посветити адвокатури. Радио је у у својој канцеларији у Макарској и ту се показао као савесни бранилац и добар поуздани саветник, због чега је у целој Далмацији био цењен и поштован. Неколико пута су га бирали за општинског већника у Макарској. Када је доцније поново успостављена слога између Срба и Хрвата, он је то поздравио, али се више није мешао у активну политику. Жалио је само због неслоге и несређености у Српској народној странци, чији је био један од оснивача. Лазар Томановић га је споменуо као свога пријатеља и колегу и ватреног Србина. 